# Tekebaşı, Samandağ
Tekebaşı là một thị trấn thuộc huyện Samandağ, tỉnh Hatay, Thổ Nhĩ Kỳ. Dân số thời điểm năm 2011 là 8.572 người.